# 鹅峰乡
鹅峰乡，是中华人民共和国江西省宜春市万载县下辖的一个乡镇级行政单位。

## 行政区划
鹅峰乡下辖以下地区：
益莲村、东溪村、严坑村、布塘村、涂泉村、长江村、田江村、东田村和多江村。